# Crosscut
Crosscut est un groupe allemand de nu metal, originaire de Berlin et Münster. Il est formé lors de l'été 1992 par Frank Holtmann et Holger Czysch. En 1997, ils sortent la démo Mindgroove. Entre 2001 et 2004, ils comptent un total de trois albums.

## Biographie
Crosscut est formé en été 1992 par Frank Holtmann et Holger Czysch. En janvier 1997, ils sont rejoints par Christian Bussmann. Peu de temps après, ils publient la démo Mindgroove. Patrick Sommer les rejoindra ensuite comme chanteur après les avoir entendu en concert. C'est en décembre 1999 qu'ils publient ensemble l'EP Spit the fire. Björn Wolf apprend l'existence du groupe en février 2000 et fait quelques apparitions en tant que membre à part entière.
En octobre 2000, le groupe signe avec F.A.M.E. Recordings, une branche du label Edel Music qui prend en charge le clip de leur chanson Spit the Fire et auquel ils publieront l'album God Given Time en juillet 2001 qui est bien accueilli par la presse spécialisée,,,. La sortie est suivie par une tournée, puis par la sortie de l'album Nonesizefitsall. En février 2002, Patrick quitte le groupe. En été 2002, le groupe effectue encore quelques changements de formation, recrutant le chanteur Timo Zilian. 
En septembre 2002, le groupe commence l'enregistrement du nouvel album Nonesizefitsall, publié en janvier 2003. Un an plus tard, en 2004, sort l'album Director´s Cut, qui mêle nu metal, thrash metal et punk hardcore. Le groupe part en tournée en soutien à l'album, faisant escale notamment au Haltestelle Woodstock Festival et au With Full Force Festival. Crosscut part en tournée en 2005, 2006 et 2007 en Allemagne. 
Le 13 juin 2014, le groupe publie un EP intitulé From Spark to Fire.

## Discographie

### Albums studio
- 2001 : God Given Time
- 2003 : Nonesizefitsall
- 2004 : Director´s Cut

### Démos
- 1997 : Mindgroove

### Singles
- 2000 : Unbelievable
- 2000 : Spit the Fire
- 2003 : Radio Pilot
- 2003 : Know Your Guns
- 2004 : Parade of Clones
- 2005 : Focus

### EP
- 2000 : Spit the Fire
- 2014 : From Spark to Fire

### Clips
- 2000 : Spit the Fire
- 2003 : Radio Pilot